# Mezőhegyes
Mezőhegyes es una ciudad húngara perteneciente al distrito de Mezőkovácsháza en el condado de Békés, con una población en 2012 de 4994 habitantes.
Se conoce la existencia de la localidad desde 1421, cuando se menciona como Mezewheges. En sus primeros años era una pequeña localidad que estuvo en manos de varios propietarios y hubo disputas sobre la propiedad del lugar. El asentamiento original fue destruido por los turcos en 1552 y hubo intentos de repoblarlo en la segunda mitad del siglo XVI, pero los tártaros de Crimea destruyeron completamente el lugar en 1596 y a lo largo de los siglo XVII-XVIII terminó siendo un área escasamente habitada. La actual localidad fue refundada en 1785 como una gran granja de sementales, que desde el año 2000 forma parte de la lista indicativa de la Unesco. Adquirió el estatus de pueblo en 1872, el de pueblo mayor en 1971 y el de ciudad en 1989.
Se ubica junto a la frontera con Rumania, unos 10 km al suroeste de la capital distrital Mezőkovácsháza.